# 格魯克 (明尼蘇達州)
格魯克（英語：Gluek）是位於美國明尼蘇達州契皮瓦縣克雷特鎮區的一個非建制地區。

## 地理
格魯克所處的海拔為高於海平面317米（即1040英呎），而該地所採用的時區為UTC-6，即北美中部時區（CST）。同時該地設有夏令時間，為UTC-6調快一小時，即UTC-5（CDT）。